# Ion Ionașcu (redactor)
Ion Ionașcu
Ion Ionașcu este un profesor și jurnalist român, cunoscut pentru activitatea sa semnificativă în domeniul educației, al presei pentru copii și al televiziunii.
Ion Ionașcu s-a născut la 7 ianuarie 1940 în comuna Luncavița, județul Tulcea. A urmat școala primară și gimnazială în localitatea natală (1946–1953), apoi Liceul Teoretic „Nicolae Bălcescu” din Brăila (1953–1956). Și-a continuat studiile la Facultatea de Filologie, secția Limba și Literatura Română, din cadrul Universității „Alexandru Ioan Cuza” din Iași (1956–1961). Ulterior, a urmat cursuri postuniversitare la Facultatea de Ziaristică (1983–1984).

### În educație
Ion Ionașcu și-a început cariera ca profesor de limba română la Școala Gimnazială din Luncavița în 1961. În același an, a fost transferat la Liceul „Gheorghe Murgoci” din Măcin, unde a ocupat și funcția de director (1963–1966). A fost profund implicat în activitatea extrașcolară a copiilor, ocupând diverse funcții în organizația pionierilor, inclusiv vicepreședinte al Consiliului Regional/Județean Constanța (1966–1973) și instructor al Consiliului Național (1973–1985). A condus taberele internaționale din Năvodari și Sinaia (1972–1977) și a făcut parte din juriile concursurilor televizate dedicate Centenarului Independenței (1976–1978). A elaborat volumul antologic Spectacolul de copii, pe care l-a prefațat cu un studiu metodic amplu (1983).

### În jurnalism și televiziune
Între 1985 și 1990, Ion Ionașcu a fost redactor-șef al Redacției revistelor pentru copii, printre care Cutezătorii, Jobarat, Luminița, Șoimii Patriei, Napsugar, A haza Solymai și Start spre viitor. A coordonat apariția almanahurilor Cutezătorii și Șoimii Patriei și a înființat primul almanah românesc de benzi desenate pentru copii, Vacanța cutezătorilor (1988, 1989). După 1990, a fost consilier managerial și șef de secție la TVR. În 1994, a făcut parte din echipa care a pregătit și inaugurat activitatea televiziunii Tele 7abc, unde a activat ca director de publicitate până la pensionare (2000).
După 1992, timp de peste un deceniu, Ion Ionașcu a fost președinte al Asociației pentru Ajutorarea Căminelor de Copii, continuând proiectele inițiate de ziaristul Mihai Tatulici, fondatorul asociației. Printre realizările sale se numără construirea, prin sponsorizări interne și externe, a Căminului-spital pentru copiii cu handicap din comuna Grădinari, județul Giurgiu (inaugurat în 1993) și a clădirii Institutului de Expertiză Medicală și Recuperare a Capacității de Muncă, finanțată în special de Primăria Capitalei (inaugurată în 2005).
Activitatea lui Ion Ionașcu a fost recunoscută cu multiple distincții de stat, printre care:
Meritul Cultural clasa a III-a
Medalia Muncii
Este membru al Uniunii Ziariștilor Profesioniști din România. În 2008, comuna sa natală, Luncavița, i-a conferit titlul de Cetățean de Onoare pentru contribuția sa importantă la dezvoltarea gazetăriei pentru școlari și tineri. Activitatea sa pedagogică, culturală și publicistică este prezentată succint în Dicționarul personalităților dobrogene.
1. ↑  „Cutezătorii”, Wikipedia, 16 decembrie 2022, accesat în 28 iunie 2025

https://comunaluncavita.ro/ema_articole-288-3-Ion_Ionascu-Luncavita
https://www.ziuaconstanta.ro/stiri/cultura/la-multi-ani-ion-ionascu-jurnalistul-din-judetul-tulcea-implineste-84-de-ani-841626.html